# Henri Cuny
Pour les articles homonymes, voir Cuny.
 (juin 2024).
Henri Cuny est un peintre, violoncelliste et compositeur. Il nait à Concarneau en Bretagne en 1880 et meurt à Paris en 1930.

## Biographie

### 1880-1904: Jeunesse, parcours scolaire et éducation musicale

#### Son enfance dans la Bretagne de la fin du XIXe siècle
Henri-Pierre-Marie-Joseph Cuny naît à Concarneau, dans le département du Finistère, le 5 juin 1880. Il est le fils de Charles-Joseph Cuny et d’Émilie-Marie Cuny née Lemarié (ou Le Marié). 
Il a un frère de cinq ans son aîné, né le 29 juin 1875, qui se prénomme Charles-Marie-Joseph-Pierre Cuny, mais qui est couramment appelé Pierre.  Le 17 septembre 1886, naît Camille-Louis Cuny, le benjamin de la fratrie.
Pendant leur jeunesse, les enfants Cuny apprennent la musique. Leur père est lui-même professeur de musique à l’École Normale de Quimper et organiste à l’église Saint-Mathieu de Concarneau. 
Pierre fera une carrière de pianiste accompagnateur, Henri écrit  des petites pièces pour piano dans un carnet en 1895. Camille, à partir du 2 août 1909, est inscrit comme « soldat musicien». 
Dans la Bretagne de la fin du XIXe siècle, la famille Cuny a un statut social et financier aisé. Leur mère est sans emploi, le salaire de leur père subvient aux besoins de toute la famille. Charles Cuny est l'organiste de l’église Saint Mathieu, position importante de Concarneau.

#### Un parcours scolaire exemplaire
Henri Cuny est un élève brillant. En 1895, il réussit sa troisième au collège de Concarneau. Il est cité dans le discours du directeur comme l’élève ayant eu le plus de succès de sa classe. En 1896, lors de sa seconde au lycée de Quimper, il est félicité pour avoir eu le plus de mentions dans la région. Le 24 juillet 1897, il réussit son baccalauréat de rhétorique, et l’année suivante, obtient son baccalauréat général, avec mention en philosophie. 
Il entame des études de droit à l’université de Rennes. Les journaux rapportent qu’il décroche sa première année de droit romain avec la troisième mention en 1899, et sa deuxième année de droit civil en 1900. Il termine sa thèse, Essai sur la condition des marins pêcheurs, elle est soutenue le 2 juillet 1904.

#### Une activité musicale florissante
En parallèle de ses études, Henri Cuny joue et compose de la musique. La plus ancienne de ses partitions connues date de 1895. La première œuvre datée incluant le violoncelle est sa Première sonate pour violoncelle et piano en sol mineur, composée de quatre mouvements et achevée le 1er mars 1902. En juillet 1899, il avait obtenu sa division élémentaire de violoncelle au conservatoire de Rennes. 
L’année suivante, il remporte la première médaille dans le cours moyen, et en juillet 1902, obtient le deuxième prix du conservatoire de Rennes. Durant cette période, il joue en trio (violon, violoncelle et piano) et se produit en concert, notamment, à l’occasion d’un concert caritatif et d’un évènement organisé par une société musicale locale Le Fifre. Lors de ces deux concerts, il joue un des trios de Boisdreffe, un compositeur français du XIXe siècle mort en 1906 qui a beaucoup écrit pour la musique de chambre. 
Les instrumentistes jouent également le Trio pour piano, violon et violoncelle, op. 19, de Charles-Marie Widor, ou encore un des trios de Benjamin Godard, compositeur français mort le 10 janvier 1895. L’homogénéité de ce corpus est frappante : ces trois compositeurs sont français, contemporains de Cuny, et plus ou moins considérés comme conservateurs dans leur style. Ces programmes reflètent les goûts musicaux du compositeur. Henri, en tant que violoncelliste, joue en trio avec M. et Mme Thomas, dans le concert de 1901 ; il joue avec son frère Pierre et M. Dupesseau dans le concert de 1902. 
Pierre Cuny fait une carrière de pianiste, souvent cité lors de rapports de concerts dans la presse en tant qu’accompagnateur. En 1902, il remplace son père, Charles, en tant que titulaire de l’orgue de la paroisse de Saint Mathieu à Concarneau, cumulant ces activités avec un poste de commerce à Quimper.

### 1904-1916 L’âge adulte, la vie de famille et la guerre

#### Entrée dans l’âge adulte
Après sa thèse, à 24 ans, il s’installe à Paris. Il retournera fréquemment à Concarneau ou Quimper. Il emménage 9 rue Constantinople, dans le 8e arrondissement, à la fin de février 1904, et déménage,en juin, au 27 rue Brochant dans le 17e arrondissement. 
La même année, il se marie avec Amélie Fauger-Dupesseau. Elle est également Bretonne, née à Concarneau et domiciliée à Quimper au moment du mariage. Bien qu’elle ait exercé la profession de pianiste concertiste au cours de sa vie, elle est sans profession en 1904. Les époux se marient en Bretagne entre le 12 et le 18 août. Mais néanmoins, une fois sa thèse soutenue – ce qui satisfait sa dispense de l’armée – Henri Cuny doit effectuer son service militaire. Ainsi, il part dès le 22 août pour une période d’exercice dans le 118e régiment d’Infanterie du 22 août au 18 septembre 1904. Au moment de son mariage, il est gestionnaire aux contentieux de la compagnie des chemins de fer de l’ouest, un poste qu’il a très probablement obtenu grâce à sa thèse en droit.
En 1905, Henri compose Poème Élégiaque publié aux éditions Edward Whig and Co, c’est à notre connaissance la seule œuvre de son catalogue éditée. Le 15 juin 1906 naît sa fille unique : Marie Amélie Jeanne Madeleine Cuny. Ce changement de vie permet à Henri de combiner vie professionnelle, personnelle et musicale tout en pratiquant pleinement cette dernière en amateur.

#### Les concerts et la charité
Jusqu’en 1911, il signe quatre pièces (un trio et trois œuvres pour violoncelle et piano) et participe à plusieurs concerts. En 1908, à la paroisse de Saint Mathieu à Concarneau, il joue des trios pour violoncelle, violon et orgue avec son frère et M. Dupesseau. Le 1er janvier 1910, il joue avec son frère pour la « messe solennelle [organisée par] le Comité des Dames françaises de la Croix-Rouge », où il est qualifié de « violoncelliste de talent [qui] s’est fait entendre magistralement». En 1911, lors d’un autre concert de bienfaisance, il joue dans un orchestre symphonique réunissant des amateurs, des soldats du 118e régiment d’infanterie et des professionnels, au profit des blessés de guerre. En général, la vie d’instrumentiste d’Henri Cuny est marquée par une forte dimension caritative au profit des démunis (souvent en lien avec l’Église) et une grande implication militaire. Son frère Pierre fait quant à lui une véritable carrière en tant que pianiste et participe activement à des œuvres caritatives.
L’année 1910 est marquée par le décès de son plus jeune frère Camille-Louis à l’âge de 24 ans, provoqué par « courte maladie de quelques jours ». L’hommage rendu à Camille-Louis souligne son lien fort avec la Jeunesse Catholique, rappelant une fois de plus le contexte profondément religieux dans lequel ont évolué les enfants Cuny. Le frère cadet décède aux alentours du 17 septembre et le 1er octobre 1910 naît le second fils de Pierre Cuny et sa femme Carmelle-Armende-Josèphe-Marie Le Guyader-Desprès. Ils décident de l’appeler Camille-Louis-Henri-Marie.

#### L’épreuve de la guerre
Le 27 février 1912, Henri Cuny déménage dans un nouvel appartement Parisien, situé à l’angle de la rue Lemercier et de la rue Cardinet au numéro 112 dans le 17e arrondissement. Ce nouvel apparemment se trouve à 150 mètres de l’ancien au 27 rue Brochant. Cependant, la Première Guerre Mondiale éclate le 28 juillet 1914 et Henri Cuny est appelé à combattre le 8 novembre au sein du 118e régiment. Ce régiment est impliqué dans plusieurs batailles majeures de la Grande Guerre. Henri Cuny participe probablement à des batailles dans la Somme, en Champagne et à Verdun. Pendant ses permissions, il rentre habiter à Quimper au domicile familial au 22 rue Jules Noël.
La guerre ne le prive pas pour autant de sa production musicale. Le 7 mars 1916, il compose une Petite valse lente pour violoncelle et piano et le 29 juillet 1916 un Allegro passionnato de la même formation. Sur cette dernière partition, on trouve de nombreuses ratures et modifications très inhabituelles dans le reste de son œuvre. En 1916, Allegro passionnato est dédié à « M. Montecchi, professeur au conservatoire de Venise », avant que cette mention ne soit rayée. La pièce est réécrite en 1917, et on peut y lire : « À modifier, Montecchi conseillant un mouvement un peu différent à cet endroit - un 2/4 ou 4/4 ou 3/4 ». Nous ne savons pas où Henri a pu rencontrer M. Prospero Montecchi, néanmoins, ce dernier est venu jouer au festival Paul Vidal en tant que violoncelle solo à Rennes en 1905, nous ne pouvons pas exclure que les deux hommes se soient rencontrés à cette occasion. Henri compose probablement sa pièce Cantilène dans l’année 1916, puisque sur la partition, on peut y voir figurer : « Épreuve corrigée le 18 mars 1916 par M Paul Vidal [sic] 36 rue Ballu ». Henri essaye même de faire éditer cette pièce auprès de Durdilly et de Hamelle fils. Ainsi, la guerre n’arrête pas le monde musical, et nous supposons qu’Henri exerce une sociabilité artistique en marge du conflit.
Durant la bataille de Verdun, le 118e régiment combat dans les tranchées. Henri Cuny est ajourné pour infirmité le 11 décembre 1916, tandis que la bataille s’achève le 18 décembre.

### 1916-1930: L’après-guerre et l’incertitude professionnelle

#### La convalescence
Pendant sa convalescence, Henri Cuny ne laisse que peu de traces écrites. Il compose quelques œuvres : Intermezzo en février 1917, Trio en ut mineur le 28 juin 1920, ainsi que Dolly – Petite berceuse en août 1920. Selon ses souvenirs d’enfance, Marie Cuny, sa fille, raconte qu’elle a grandi dans un univers musical riche, habituée à entendre ses parents jouer au violoncelle et au piano. Il arrivait de les entendre jouer des compositions d’Henri mais également du Ravel ou du Debussy. Marie Cuny affirme que l’œuvre Dolly – Petite berceuse a été composée pour elle. Sur la fin de sa vie, elle a cherché à faire rejouer cette pièce pour entendre de nouveau cette mélodie de son enfance. Cela a été réalisé par des élèves du conservatoire de Niort qui ont enregistré cette pièce.
On peut supposer que durant cette période, Henri Cuny profite de sa convalescence pour profiter de la vie de famille tout en travaillant de nouveau en tant que gestionnaire à la compagnie des chemins de fers de l’État, poste qu’il occupe jusqu’à sa mort.

#### Volonté de professionnalisation
L’année 1922 marque un tournant dans la vie et l’œuvre d’Henri Cuny. Tout d’abord, le 6 janvier 1922, il rédige une demande d’inscription à la Société des Auteurs Compositeurs de Musique (SACEM). Cette démarche atteste un vœu de professionnalisation. La SACEM, créée en tant que syndicat en 1851 pour protéger les droits d’auteurs de leurs adhérents, cherche à se positionner sur la distinction entre un artiste professionnel d’un artiste amateur. Pour devenir membre, le candidat doit joindre à sa demande deux certifications de « sociétaires définitifs ». Dans le cas d’Henri Cuny, Léo Lelièvre et Odette Vargues sont ses parrains. Lelièvre est un poète, parolier et chansonnier et président de la SACEM, poste pour lequel il est fait officier de la légion d’honneur. Odette Vargues est quant à elle compositrice, elle devient sociétaire SACEM définitive le 18 août 1909. Une fois les parrainages obtenus, les nouveaux adhérents passent une épreuve de composition. Mise en place dès 1878 et jusqu’au milieu des années 1990, cette épreuve consiste à écrire un accompagnement d’un chant donné. La volonté d’Henri Cuny de faire protéger ses œuvres et d’être rémunéré pour sa musique s’accompagne de la constitution d’un réseau de connaissances. Nous avons cité Paul Vidal, Prospero Montecchi, Léo Lelièvre, Odette Vargues et nous pouvons ajouter Achille Kerrion. Ce dernier est violoncelle solo de l’Opéra-Comique et soliste invité aux Concerts Lamoureux. Il corrige plusieurs manuscrits d’Henri et joue sa musique.

Un autre aspect de cette professionnalisation musicale est la volonté pour Henri Cuny d’essayer de faire éditer ses œuvres. Dès 1916, sur sa pièce Cantilène on peut lire un compte rendu d’échange avec M. Durdilly des éditions V. Durdilly :
Editer Piece pour Velle
1  Cantilène
2° Berceuse
3° Valse lente
Même couverture
Vu Mr Durdilly 20 Aout 1916
Compter 60 fr env. par pièce (pr. Édition)
Il compte en nombre qu'il juge bon. Vend lance- réclame et donne à l'auteur 50-75 ex. pour lui puis verse 10% sur prix net marqué par exemple vendu pendant 10 ans (0,15 fr pour 1 pièce marquée 1fr50)

Ensuite si vend bien 1ers nouveaux édités, il éditerait grat+ (puis acheterait) [sic]
Dans ce que l’on imagine être un compte rendu de conversation entre les deux hommes, Henri exprime clairement cette volonté de rentrer dans un rapport commercial avec sa musique. Il n’hésite pas à investir de l’argent pour l’édition de ses œuvres comme nous pouvons le voir dans cette mention retrouvée dans son dossier SACEM : « Tous ces morceaux sont en dépôt à l’Edition Maurice Lenart, 20 rue du Dragon. Ils ont été édités à mes frais et restent ma propriété exclusive ». Ainsi, il démarche plusieurs éditeurs, parmi eux nous pouvons trouver : V. Durdilly, Enoch, Edward Whig and Co. New York, Ricordi, Maurice Lenard, Hamelle. À notre connaissance, il n’a fait éditer que ses Poèmes élégiaques chez Edward Whig and Co. New York en 1923. Le dernier élément marquant de sa volonté de devenir compositeur professionnel en 1922 est sa quantité de production d’œuvres. On compte 23 œuvres datées comme ayant été achevées en 1922. Ce nombre est très largement supérieur aux autres années. Henri Cuny ayant composé 76 œuvres dans toute sa vie, selon notre corpus. Il dépose 53 pièces à la SACEM.
Enfin, le 24 janvier 1922, Henri Cuny est nommé second officier d’académie par le Ministère de l’instruction publique et des Beaux-arts en tant que compositeur et professeur de musique à Paris. Ce titre est une distinction honorifique attribuée aux personnes qui comptent dix ans de service dans l’instruction publique.

#### Peinture, dernières productions musicales et fin de vie
Henri Cuny, en plus de ses activités musicales, est également peintre. Il commence par explorer le dessin et la nature morte avant de se spécialiser dans le genre du paysage, principalement breton. Il étudie avec M. Fouques et Emma Herland. Cette dernière est une peintre reconnue pour ses œuvres représentant les paysages, les traditions, les costumes, ou les scènes de la vie quotidienne en Bretagne. Si l’on ne sait pas exactement quand Henri a commencé la peinture – même s’il est probable que ce soit dans sa jeunesse puisque Emma Herland a vécu à Concarneau et Quimper – mais sa production est déjà sérieuse lorsque la Revue Moderne des Arts & de la Vie rédige un article sur ses œuvres exposées à Clichy en 1922. En voici un extrait :
M. Henry Cuny, qui exposa plusieurs toiles à la récente Exposition de Clichy, est un ami des vastes horizons marins. C’est là son sujet préféré de peinture. Né à Concarneau, ses marines sont imprégnées de l’aride atmosphère de son pays, et de la douce tristesse des mers bretonnes. Départ de Sardiniers et Thonniers sont deux tableaux qui révèlent le véritable talent de M. Henry Cuny comme peintre marin ; sa Marine (Concarneau) a aussi de remarquables qualités, et nous ne saurions trop recommander à cet artiste de ne pas négliger ce genre qui s’adapte si bien avec son tempérament. Vieux Toits est une étude de caractère, ainsi que Vieilles maisons de Quimper. Enfin, ses Bords de la Seine à Mantes ont un coloris net et le sentiment de l’artiste se dégage de cette œuvre qui, néanmoins, j’aime moins que les précédentes. M. Henry Cuny avait déjà participé à d’autres expositions ; à celle de l’Assiciation Artistique des agents des chemins de fer français nous notions de lui une Étude de Vagues qui corrobore mon opinion sur le genre pour lequel Henry Cuny semble fait. La baie de la Forêt (Concarneau) est un effet marin intéressant. 
Il participe à plusieurs expositions de ses œuvres, notamment à l’exposition annuelle de la Société artistique de Clichy en 1923, dans laquelle il est cité parmi les plus beaux envois selon le Petit Parisien. Il participe également aux expositions des salons annuels des Beaux-Arts en 1923, 1925 et 1928 et au Salon d’Hiver en 1926. Ces nombreuses expositions et sa renommée lui permettent d’être nommé officier d’académie des Beaux-Arts le 20 janvier 1928. Si nous ne sommes pas sûrs de la liste complète de ses œuvres picturales, nous connaissons néanmoins le nom des suivantes : Barque du Léman, Barques de pêche, Barques et Filets bleus, Bords de la Seine à Mantes, Chapelle de la Joie à St Guénolé, Chapelle de Saint-Tromeur (Penmarch), Départ de Sardinier, Études de Vagues, Jeune marin regardant la mer, La Baie de la Forêt (Concarneau), La Danseuse (étude), La Ville close, Les Récifs à Penmarch, Marine (Concarneau), Pêcheurs de Palourdes (Penmarch), Thonnier à Concarneau [sic], Vieux Toits, Vieilles maisons de Quimper. Le 13 mars 1942, son tableau Barques de pêche a été acheté au prix de 1900 francs (soit l’équivalent de 630 € en 2023 selon l’Insee).
Le 28 janvier 1926, la mère d’Henri décède à son domicile du 22 rue Jules Noël à Quimper, elle est enterrée à Concarneau. Après cela, Henri part s’installer quelque temps à Thonon-les-Bains, près du lac Léman. Il compose trois œuvres durant l’été : Valse libre, Adagio et Appassionato pour trio, ce seront ses dernières œuvres datées. Le 13 mai 1927, c’est au tour de son frère Pierre de s’éteindre.
Henri Cuny décède à l’âge de 50 ans, le 26 septembre 1930, à l’hôpital Beaujon dans le 8e arrondissement de Paris,. Son corps est transféré à Concarneau quelques jours plus tard afin d’y être inhumé. Après cet événement, Amélie Cuny déménage à Niort avec sa fille Marie, il n’existe malheurement pas beaucoup d’informations la concernant si ce n’est qu’elle décède à l’âge de 75 ans, le 14 juin 1958. Marie Cuny se marie le 31 décembre 1936 avec Marie-Henri-Georges Aubriot de la Palme, à la fois rédacteur principal à la Caisse des Dépôts et Consignations et poète. Marie fait quant à elle sa carrière dans la haute couture Niortaise. Soucieuse de l’héritage de son père cette dernière fait don au musée de la pêche de Concarneau en 1994 de 17 huiles sur cartons de sa production et confie à son professeur d’orgue et de clavier – Jean-Charles Benoist – des partitions de son père en lui demandant de les faire « revivre». Ce dernier les donne à son collègue professeur de violoncelle au conservatoire, Stéphane Bonneau. Veuve, Marie de La Palme, née Cuny, décède sans enfants le 28 mai 2006, quelques mois avant de célébrer ses 100 ans.

## Liste des œuvres

### Œuvres pour clavier
| G. I. 1     | Morceaux Divers                      |
| G. I. 2     | Tarentelle                           |
| G. I. 3     | Impromptu                            |
| G. I. 4     | Pochades - Première suite pour piano |
| G. I. 5     | Crépuscule                           |
| G. I. 6     | Réverie adéquate                     |
| G. I. 7     | Menuet                               |
| G. I. 8     | Menuet                               |
| G. I. 9. A  | 4 Esquisses 2e suite pour piano      |
| G. I. 9. B  | Pastorale                            |
| G. I. 10    | Poème rustique                       |
| G. I. 11    | Ar bleiz - Fox trot                  |
| G. I. 12    | Adagio                               |
| G. I. 13. A | Adagio                               |
| G. I. 13. B | Adagietto                            |
| G. I. 13. C | Adagietto                            |
| G. I. 14    | Minuettino                           |
| G. I. 15    | Ar' Aniket - Fox Trot                |
| G. I. 16    | Ar' Gwelan (Le Goéland) - Fox trot   |
| G. I. 17. A | Dolly' Dance                         |
| G. I. 17. B | Baby's Dance                         |
| G. I. 18    | Improvisation                        |
| G. I. 19    | Improvisations pour orgue            |
| G. I. 20    | Presto                               |
| G. I. 21    | Scherzando                           |
| G. I. 22    | Doorek ar' Zin - Fox Trot            |
| G. I. 23    | Goaz aël - Fox Trot                  |

### Œuvres pour clavier et instrument à cordes
| G. II. 1     | [Sans titre]                                            |
| G. II. 2     | Première sonate pour violoncelle et piano en Sol mineur |
| G. II. 3     | Andante religioso                                       |
| G. II. 4     | Trois pièces                                            |
| G. II. 5     | Allegro Appassionato                                    |
| G. II. 6     | Berceuse                                                |
| G. II. 7     | Intermezzo - Allegro appassionato                       |
| G. II. 8     | Deux petites pièces                                     |
| G. II. 9     | Petite valse lente                                      |
| G. II. 10. A | Allegro passionato                                      |
| G. II. 10. B | Allegro passionato                                      |
| G. II. 11    | Intermezzo                                              |
| G. II. 12    | Élégie                                                  |
| G. II. 13    | Dolly - Petite Berceuse                                 |
| G. II. 14    | Menuet                                                  |
| G. II. 15    | Feuille d'album                                         |
| G. II. 16    | Poèmes élégiaques - Au tombeau de Myrrhine              |
| G. II. 17    | Poème Élégiaque - Au tombeau de Myrrhine                |
| G. II. 17    | Poeme Élégiaque - La prière dans le temple              |
| G. II. 18    | Crépuscule                                              |
| G. II. 19    | 2e Romance sans parole                                  |
| G. II. 20    | Poèmes Antiques - Intermède Offrande à Isis             |
| G. II. 21    | Chanson d'autrefois                                     |
| G. II. 22    | Feuille d'album                                         |
| G. II. 23    | Poèmes Élégiaques - Chant triste                        |
| G. II. 24    | Invocation                                              |
| G. II. 25    | Poèmes Élégiaques - Nocturne                            |
| G. II. 26    | Minuetto                                                |
| G. II. 27    | Contemplation                                           |
| G. II. 28    | Menuet                                                  |
| G. II. 29    | Andante                                                 |
| G. II. 30    | 2e Sonate pour violoncelle                              |
| G. II. 31    | Andante religioso                                       |
| G. II. 32    | Cantabile                                               |
| G. II. 33. A | Cantilène                                               |
| G. II. 33. B | Cantilène                                               |
| G. II. 34    | Gavotte                                                 |
| G. II. 35    | Poèmes élégiaques - la prière dans le temple            |
| G. II. 36    | Les saisons                                             |
| G. II. 37    | One step                                                |
| G. II. 38    | Promenade nocturne sur la nécropole                     |
| G. II. 39    | Valse lente                                             |
| G. II. 40    | Valse lente                                             |
| G. II. 41    | 1re Romance sans parole                                 |

### Œuvres pour trio
| G. III. 1     | Trio en ut mineur Allegro appassionato |
| G. III. 2     | Feuille d'album                        |
| G. III. 3     | Pastorale                              |
| G. III. 4     | Rêverie                                |
| G. III. 5     | Adagio                                 |
| G. III. 6. A  | Appassionato                           |
| G. III. 6. B  | Appassionato                           |
| G. III. 7     | Valse libre                            |
| G. III. 8     | 2e Romance sans parole                 |
| G. III. 9     | Adagietto                              |
| G. III. 10. A | Berceuse                               |
| G. III. 10. B | Berceuse                               |
| G. III. 11    | Menuet                                 |
| G. III. 12    | Minuettino                             |